# Le Boulvé
Le Boulvé är en kommun i departementet Lot i regionen Occitanien i södra Frankrike. Kommunen ligger i kantonen Montcuq som tillhör arrondissementet Cahors. År 2018 hade Le Boulvé 187 invånare.

## Befolkningsutveckling
Antalet invånare i kommunen Le Boulvé
| Referens: INSEE |